# クライスラー・セブリング
セブリング（Sebring ）は、クライスラー（現:ステランティス）が製造・販売していた乗用車である。

## 初代（1996年-2000年）FJ/JX型
1996年にクライスラー・レバロンのコンバーチブルモデルの後継車として発表された。名前こそ同じであるが、セブリングクーペとは車体などを共有しない別の車であった。またセブリングクーペの方が先に販売されている。
エンジンは三菱自動車工業製の6G73型V6 2.5Lエンジンと、自社製のEDZ型直4 2.4Lエンジンが搭載され、41TE 4速ATが組み合わせられた。
また、クライスラー車では珍しく、ダッジブランドやプリムスブランドでの販売はされなかった。
1998年、新グレード、「Limited」を追加。さらに、同年モデルから、フロントグリルのデザインが変更された。

## 2代目（2000年-2006年）ST-22/JR型
2000年発表。プラットフォームは3代目三菱・エクリプス（8代目ギャランの改良型の物を使用）と共通のものを利用した。また、ダッジブランドではストラトスクーペとして販売された。なお、ストラトスクーペは先代モデルの別ブランド車、アベンジャーの後継車である。
先代のクーペと同様に、ダッジのモデルよりもソフトに調整され、ダッジのモデルの方がスポーティーなモデルであった。
エンジンは、三菱自動車工業製の6G72型V6 3Lエンジンと、同社製の4G64型直4 2.4Lエンジンを搭載し、F4A42及びF4A51 4速ATと、5速MTが組み合わせられた。
2004年には、セダン・コンバーチブルモデル同様にフェイスリフトが行われ、フロントグリルなどが変更された。
2005年には生産が終了され、後継車は、2008年に発売されるセブリングコンバーチブルのハードトップモデルとなった。

## 3代目（2006年-2010年）JS型
デザインは、コンセプトカーであるクライスラー・エアフライトに基づきクライスラー・JSプラットフォームをベースに開発され、2007年にセダンが発売。
また、クライスラーで初めて、情報エンターテイメントシステムの「MyGiG」が採用された。
生産はミシガン州のスターリングハイツで行われ、82%の部品がアメリカ国内で製造される。
2007年にはロサンゼルス国際オートショーでコンバーチブルモデルが発表され、2008年モデルから発売された。ソフトトップに加えて、新たに電動ハードトップモデルが追加された。なお、コンバーチブルのルーフは、カルマンによって製造された。
エンジンは、アメリカ仕様はGEMAによって設計された直4 2.4Lエンジンと、自社製のEER型V6 2.7Lエンジン、EGJ型V6 3.5Lエンジンが搭載され、40TSおよび41TES 4速ATが組み合わせられた。さらに3.5Lエンジンには62TE 6速ATがオプション設定された。
また、セダンモデルの輸出仕様車の中には、フォルクスワーゲン製の2L コモンレールディーゼルターボエンジンとGEMAの2Lエンジンを搭載するモデルも存在する。
ダッジ・アベンジャーは兄弟車である。
2011年モデルからは、外装を一部変更した上でクライスラー・200として販売されるようになったため、「セブリング」の名は幕を閉じた。

## アメリカでの総売上
| 年       | 売上    |
| -------- | ------- |
| 2007     | 93,130  |
| 2008     | 71,663  |
| 2009     | 27,460  |
| 2010     | 38,330  |
| 2011     | 2,380   |
| トータル | 232,963 |